# Szigliget
Szigliget je maďarská obec v okrese Tapolca v župě Veszprém. Nachází se na severním břehu Balatonu, pod stejnojmennou zříceninou hradu.